# Robin Hood (pel·lícula de 1922)
Robin Hood és una pel·lícula muda dirigida per Allan Dwan per a la United Artists i escrita (amb el pseudònim d'Elton Thomas) i protagonitzada per Douglas Fairbanks. La pel·lícula es va estrenar amb gran èxit el 18 d'octubre de 1922 a l'Egyptian Theater de Sid Graumann i va ser considerada una de les 10 millors pel·lícules de l'any. Tot i que ja s'havien realitzats altres pel·lícules sobre la figura de Robin Hood, com la de 1912 amb Robert Frazer i Barbara Tennant, es tracta de la primera gran producció cinematogràfica rodada al voltant del personatge. També és la versió que va fixar el patró del personatge de Robin Hood durant l'època de cinema mut.

## Repartiment
| Actor/Actriu                   | Personatge (segons els títols de crèdit originals) |
| ------------------------------ | -------------------------------------------------- |
| Douglas Fairbanks              | Earl of Huntingdon/Robin Hood                      |
| Wallace Beery                  | Ricard Cor de Lleó                                 |
| Sam de Grasse                  | Joan sense Terra                                   |
| Enid Bennett                   | Lady Marian Fitzwalter                             |
| Paul Dickey                    | Sir Guy Gisbourne                                  |
| William Lovery                 | Xèrif of Nottingham                                |
| Roy Coulson                    | el bufó del rei                                    |
| Billie Bennett                 | Dama de companyia de Lady Marian                   |
| Merrill McCormick Wilson Benge | segiodpr del príncep Joan                          |
| Willard Louis                  | Frare Tuck                                         |
| Alan Hale, Sr.                 | Little John                                        |
| Maine Geary                    | Will Scarlet                                       |
| Lloyd Talman                   | Alan-A-Dale                                        |

## Sinopsi
Després d'iniciar-se la pel·lícula amb els versos: “So fleet the works of men / Back to their earth again / Ancient and holy things / Fade like a dream” (“Ràpides van ser les obres dels homes. Van tornar de nou a la seva terra i l'antic i el sagrat… es va esvair com un somni”), veiem com, en plena Edat Mitjana, el Rei Ricard I Cor de Lleó decideix anar-se'n a participar en les Croades i posar-se al capdavant del seu exèrcit. Amb ell marxa el cavaller Huntingdon, que deixa enrere a la seva estimada, Lady Marian. Al capdavant del regne deixa el rei al seu germà menor Joan sense Terra, que s'apodera del tron. Molt aviat, ell fa que la idíl·lica Anglaterra es converteixi en un lloc cruel i brutal, sumit en les tenebres. Avisat per la seva estimada, Huntingdon torna des de França, on acampen les tropes reials. Però davant la situació que troba, i creient que Lady Marian s'ha suïcidat llançant-se per un precipici en fugir dels guàrdies i de l'exèrcit del príncep Joan, s'uneix als que volen enderrocar al malvat tirà que es refugien en el Bosc de Sherwood. Allà acaba convertint-se en el seu líder anomenant-se  Robin Hood. Ricard aconsegueix salvar la vida d'un intent d'assassinat comès pel traïdor Guy de Gisbourne i torna a Anglaterra. S'uneix a la banda de Robin, i junts aconsegueixen vèncer el príncep Joan i l'arresten. Finalment, Robin es retroba amb Lady Marian, qui en realitat s'havia ocultat en un convent i contreauen matrimoni.

## Producció
A principis de 1922 Fairbanks va decidir fer una versió de Robin Hood i per això va comprar un nou estudi, la que havia estat la planta de J.D. Hampton al bulevard de Santa Monica. Va ser la producció més cara de l'època amb un cost 1,5 milions de dòlars de pressupost i va aconseguir uns guanys, només als Estats Units, de 2,5 milions de dòlars. Una gran part del mateix va ser destinat a la construcció del major decorat edificat a Hollywood per a una pel·lícula de cinema mut. Es tractava d'un imponent castell dissenyat per Lloyd Wright, fill del cèlebre arquitecte Frank Lloyd Wright. La producció va requerir quinze setmanes, cosa que es va considerar un rècord en aquell moment. Els grans dots físics de Douglas Fairbanks, un autèntic acròbata de la pantalla gran, juntament amb els enginys dissenyats per Dwan li van permetre dur a terme les escenes de risc, prescindint d'actors de doblatge. Pel que fa a la resta del repartiment, el paper d'Alan Hale (Little John) va ser tan apreciat que l'actor va repetir el mateix paper setze anys després en la versió de 1938 protagonitzada per Errol Flynn.
Tot i no ser la primera pel·lícula d'ambientació històrica en les que un Fairbanks acrobàtic i vital donava un gir al personatge (la primera va ser “The Mark of Zorro” (1920)), es considera que Robin Hood és el principal llegat de l'ampla carrera de l'actor i també la pel·lícula que el va beneficiar més professionalment.

## Crítica
“L'exposició del tema té un desenvolupament molt lent (a ulls moderns), fins a arribar a la meitat de la projecció, quan el tempo s'accelera, per tornar a resultar avorrit i pesat, fins a arribar a la seqüència final en la qual tot és acció.
La pel·lícula va formar part de la llista de pel·lícules perdudes del cinema mut fins que va ser localitzada als anys seixanta per un col·leccionista.
|  |  |  |